# Episodi di Invincible (seconda stagione)
La seconda stagione della serie animata Invincible, composta da otto episodi, è stata pubblicata su Prime Video a partire dal 3 novembre 2023.
| nº | Titolo originale                                 | Titolo italiano                                   | Pubblicazione    |
| -- | ------------------------------------------------ | ------------------------------------------------- | ---------------- |
| 1  | A Lesson For Your Next Life                      | Una lezione per la tua prossima vita              | 3 novembre 2023  |
| 2  | In About Six Hours I Lose My Virginity to a Fish | Fra sei ore perderò la mia verginità con un pesce | 10 novembre 2023 |
| 3  | This Missive, This Machination                   | Ambasciata con complotto                          | 17 novembre 2023 |
| 4  | It's Been A While                                | Quanto tempo                                      | 24 novembre 2023 |
| 5  | This Must Come as a Shock                        | So che dev'essere stato uno shock                 | 14 marzo 2024    |
| 6  | It's Not That Simple                             | Non è così semplice                               | 21 marzo 2024    |
| 7  | I'm Not Going Anywhere                           | Io non vado da nessuna parte                      | 28 marzo 2024    |
| 8  | I Thought You Were Stronger                      | Pensavo che fossi più forte                       | 4 aprile 2024    |

## Una lezione per la tua prossima vita
- Titolo originale: A Lesson For Your Next Life
- Diretto da: Sol Choi
- Scritto da: Simon Racioppa

### Trama
Su una Terra alternativa devastata dove Mark si è alleato con Nolan, lo scienziato Angstrom Levy riesce a scappare attraverso un portale misterioso.
Un mese dopo la fuga di Nolan, Mark continua a combattere col tradimento del padre e svolgere la sua mansione di Invincible. Cecil nomina Immortal successore di Rudy come leader dei Guardiani e un nuovo eroe, Bulletproof, si aggiunge alla squadra. Nel frattempo, i Mauler fuggono di prigione grazie alla loro versione di Angstrom che li incarica di costruire un dispositivo in grado di trasferire i ricordi delle sue varianti da altri universi nella sua mente così da poter utilizzare la loro conoscenza per migliorare la tecnologia terrestre e salvare altri pianeti. Cecil incarica Mark di fermare i Mauler e il giovane, arrivato sul luogo, trova il macchinario acceso. Per impedire che il processo sia interrotto, Angstrom evoca le varianti dei Mauler da altri universi, ma queste, anziché solamente fermare il giovane, cercano di ucciderlo. Allora, Angstrom interrompe il trasferimento in anticipo causando un'esplosione che annienta tutte le varianti e sfregia orribilmente il suo corpo. Impazzito a causa di tutti i ricordi sovrapposti delle sue varianti (tra cui quelli in cui Invincible e Omni-Man hanno conquistato la Terra), Angstrom giura vendetta contro il giovane e fugge.

## Fra sei ore perderò la mia verginità con un pesce
- Titolo originale: In About Six Hours, I Lose My Virginity to a Fish
- Diretto da: Ian Abando
- Scritto da: Matt Lambert

### Trama
Durante la cerimonia del diploma, Mark si assenta per sconfiggere Doc Seismic e i suoi Magmaniti. Intanto, la tensione tra lui e la madre Debbie cresce dopo che lei si rende conto che sta continuando il suo lavoro come Invincibile collaborando con Cecil per evitare l'eredità di Nolan. Debbie affronta dunque Cecil: mentre discute con lui, scopre che Donald è vivo. In seguito ha un crollo nervoso a causa dei continui ricordi di Nolan. 
Dopo aver convertito un terreno abbandonato in un parco, Eve discute con suo padre, che non accetta che lei possa aiutarlo con i suoi poteri. Durante un alterco, il padre le fa vedere la notizia del crollo del parco, costruito su un terreno instabile, anche se non ci sono state vittime: ciò turba Eve. Il marziano clandestino che aveva preso il posto dell'astronauta Rus Livingston, intanto, si ispira al membro originale dei Guardiani Martian Man per diventare il supereroe Shapesmith e unirsi agli attuali Guardiani. Dopo aver incontrato e sconfitto il secondo Darkwing, Night Boy, Cecil incarica Mark di placare gli Atlantidei per la morte del membro originale dei Guardiani Aquarus. Durante una prova di combattimento, Mark combatte un mostro marino, ma viene ferito dal suo ruggito. Tuttavia, salva gli Atlantidei da esso contro gli ordini di Cecil. Angstrom si reca su una Terra alternativa dove Mark è stato catturato dalla GDA per ottenere informazioni su come sconfiggerlo.

## Ambasciata con complotto
- Titolo originale: This Missive, This Machination
- Diretto da: Tanner Johnson
- Scritto da: Adria Lang

### Trama
Nei flashback, il pianeta natale di Allen, Unopa, viene attaccato dai Viltrumiti, portando la sua gente a unirsi alla Coalizione per fermarli e allevarlo per diventare il più forte della sua specie. Nel presente, Allen discute le sue scoperte dalla Terra con la Coalizione, spiegando che Mark non è affiliato con Viltrum e Nolan ha lasciato il pianeta. Nonostante lo scetticismo di diversi membri, il leader della coalizione Thadeus sostiene Allen, credendo di possedere un vantaggio, prima di incaricarlo segretamente di sradicare una talpa Viltrumita tra i loro ranghi. Tuttavia, dopo che Allen viene attaccato e ridotto in fin di vita da tre Viltrumiti che chiedono informazioni su Mark e Nolan, Thadeus sabota segretamente la sua guarigione. Allo stesso tempo, Mark frequenta il college e incontra un alieno insettoide mutaforma proveniente dal pianeta Thraxa, che afferma che la sua gente è in pericolo. All'arrivo, Mark si riunisce inaspettatamente con Nolan, che è diventato il sovrano di Thraxa. Nel frattempo, Debbie si unisce a un gruppo di sostegno per i coniugi di supereroi.

## Quanto tempo
- Titolo originale: It's Been A While
- Diretto da: Jason Zurek
- Scritto da: Helen Leigh

### Trama
La rabbia di Mark nei confronti di Nolan peggiora quando viene a sapere della sua nuova moglie, Andressa, e del loro figlio. Comprendendo i sentimenti di suo figlio, Nolan chiede comunque il suo aiuto per proteggere Thraxa, ma il pianeta viene attaccato da tre soldati Viltrumiti. Mentre porta Andressa e suo figlio in salvo, Mark apprende da lei che Nolan si è davvero pentito delle sue azioni e che lo ama. I Grayson sconfiggono i soldati, ma rimangono gravemente feriti durante lo scontro. Nel frattempo, Debbie accetta che la sua relazione con Nolan fosse una bugia. In quanto tale, smette di accettare le sue entrate tramite Cecil e butta via i suoi libri. Altrove, Donald scopre le prove della sua morte. Conflitto e confuso, cerca di pugnalarsi, solo per scoprire che è diventato invulnerabile. Su Thraxa, Nolan viene successivamente catturato e riportato a Viltrum per essere giustiziato mentre Kregg, un generale Viltrumita di alto rango, incarica Mark della missione originale di Nolan di preparare la Terra per la loro invasione, altrimenti la distruggeranno.

## So che dev'essere stato uno shock
- Titolo originale: This Must Come as a Shock
- Diretto da: Haylee Herrick
- Scritto da: Helen Leigh

### Trama
Due mesi dopo la cattura di Nolan, Mark è ancora su Thraxa, intento ad aiutare i Thraxani a ricostruire le loro città dai danni causati dai Viltrumiti. Quando torna sulla Terra, porta suo fratello con se, poiché Andressa sta morendo di vecchiaia. Alla GDA, Donald affronta Cecil, che gli rivela che il suo cervello era ancora intatto dopo la sua morte, quindi Cecil lo ha collocato in un corpo robotico avanzato e lo ha resuscitato. Dopo che Mark si è riunito con Amber e William, i Guardiani scoprono una nave marziana diretta verso la Terra, costringendo Shapesmith a rivelare la sua identità aliena e il fatto che la mente alveare dei Sépidi vuole conquistare la Terra. Cecil recluta Mark ed Eve (la quale ha deciso di diventare di nuovo un'eroina dopo un confronto con Rex), per unirsi ai Guardiani in una missione per infiltrarsi nella nave marziana e prevenire l'invasione dei Sépidi. Rex, Dupli-Kate e Shrink-Rae, gli unici Guardiani rimasti sulla Terra, vengono inviati da Cecil per combattere la Lega dei Rettili, guidata dal Re Lucertola, il quale intende ricattare il governo dopo aver rubato dei missili nucleari. Il combattimento risultante vede la maggior parte della lega uccisa, ma non prima che Dupli-Kate e Shrink-Rae vengano brutalmente uccise, lasciando Rex ferito e tenuto sotto tiro da Re Lucertola. Sulla nave marziana, i Guardiani vengono rapidamente scoperti dai Sépidi e sono sul punto di essere sopraffatti dal loro numero. In una scena post-crediti, Allen si riprende dalle ferite, in quanto il suo corpo si è adattato per guarire ed è diventato forte come un Viltrumita. Thadeus accoglie con favore la sua guarigione e spiega di aver spento il suo supporto vitale in modo che Allen si fortificasse. L'episodio si conclude con Thaddeus che rivela ad Allen di essere un Viltrumita che si è ribellato all'impero e gli ordina di trovare Invincibile e convincerlo ad aiutare la Coalizione a combattere i Viltrumiti. 

## Non è così semplice
- Titolo originale: It's Not That Simple
- Diretto da: Sol Choi
- Scritto da: Vivian Lee

### Trama
Rex sopravvive a un colpo di pistola alla testa e sconfigge il Re Lucertola, prima di essere trovato e curato. I Guardiani sfuggono per un pelo ai Sépidi e fuggono dalla nave con l'astronauta Rus Livingston. Debbie decide di allevare il fratellastro di Mark e lo chiama Oliver; nonostante i suoi sospetti su Cecil, accetta una tata che lui ha assunto per prendersi cura di lui. L'interesse amoroso di William, Rick, si riprende dall'essere stato trasformato in un Reanimen ma rimane traumatizzato dalla dura prova. La relazione tra Mark e Amber diventa tesa quando entrambi si rendono conto che il segreto di Mark come Invincibile viene messo a dura prova nelle loro vite. Mentre lei parla con Eve, lui va da Rosenbaum per parlare. Quando gli menziona le ultime parole di Nolan, Rosenbaum rivela che Nolan aveva già scritto diversi romanzi di fantascienza senza successo; Mark vede che rivelano la potenziale debolezza dei Viltrumiti e trasmette le informazioni ad Allen, che gli racconta di Thaedus e della posizione della Coalizione contro Viltrum. Rus torna a casa ma viene attaccato da un Sépide nascosto dentro di lui. In una prigione viltrumita, Nolan viene interrogato da Kregg a causa del suo tradimento. In una scena dopo i titoli di coda, Angstrom Levy acquista uno smoking e viaggia tra varie dimensioni fino a quando non raggiunge quella che sembra essere la linea temporale principale, sostenendo di essere tornato a casa.

## Io non vado da nessuna parte
- Titolo originale: I'm Not Going Anywhere
- Diretto da: Ian Abando
- Scritto da: Simon Racioppa

### Trama
Mark e Amber partecipano a una convention di fumetti, quando lui deve allontanarsi per aiutare Rex contro Octoboss. Immortal lascia temporaneamente i Guardiani e Rudy torna ad essere il leader della squadra. Donald scopre di essere morto innumerevoli volte e che l'originale ha ordinato che le morti venissero cancellate dalla sua memoria. Donald supera questo problema quando impedisce a Rick di suicidarsi. Mark e Amber hanno un appuntamento quando vengono interrotti da Anissa, una Viltrumita che minaccia di uccidere Amber se lei e Mark non parlano. Anissa cerca di convincere Mark a far sì che la Terra si unisca all'impero, e gli da una mano a sconfiggere un mostro che aveva attaccato una nave da crociera. Alla fine, quando Mark rifiuta di unirsi ai Viltrumiti, Anissa lo sconfigge facilmente, e lo informa che presto arriverà un sostituto per conquistare la Terra. Mark e Amber decidono di interrompere la loro relazione, e successivamente questi riceve una telefonata da Angstrom, che tiene in ostaggio la sua famiglia. Nello spazio, Anissa dice a Kregg che Mark non può essere convinto e combatte Allen, che finge la sconfitta e si lascia catturare in modo da poter liberare Nolan.

## Pensavo che fossi più forte
- Titolo originale: I Thought You Were Stronger
- Diretto da: Tanner Johnson
- Scritto da: Robert Kirkman

### Trama
Angstrom manda Mark in molte dimensioni alternative per torturarlo e indebolirlo. Debbie attacca Angstrom, che le rompe il braccio. Mark riesce a trascinare Angstrom in una dimensione alternativa e, infuriato per il trattamento riservato alla sua famiglia, sembra picchiarlo a morte. Sconvolto dalle sue azioni, Mark viene infine salvato da una versione futura dei Guardiani del Globo della sua stessa dimensione, che lo rimandano a casa. L'Eve del futuro gli dice inoltre che lo ama e gli consiglia di dire alla sua Eve come si sente in modo che lei possa andare avanti. Immortal scopre che la Kate originale è viva e si riunisce con lei, mentre Mark incontra Eve ma non è in grado di ammettere i suoi sentimenti per lei. Allen viene rinchiuso nella prigione viltrumita in cui è detenuto Nolan e gli propone di unirsi alla lotta contro di loro. Nolan rivela di sentirsi in colpa per le sue azioni e ammette che gli manca Debbie.